# Euproctis minima
Euproctis minima är en fjärilsart som beskrevs av Walter Karl Johann Roepke 1935. Euproctis minima ingår i släktet Euproctis och familjen tofsspinnare. Inga underarter finns listade i Catalogue of Life.